# Borussia Hildesheim
Der SV Borussia 06 Hildesheim war ein Sportverein aus Hildesheim. Die erste Fußballmannschaft spielte neun Jahre in der höchsten Amateurliga Niedersachsens. 

## Geschichte
Die Borussia entstand im Jahre 1946 durch die Fusion des RSV Hildesheim mit der Reichsbahn-SG Hildesheim zum RSV Borussia 06 Hildesheim. Zwei Jahre später spalteten sich die Eisenbahner wieder ab und aus dem RSV Borussia wurde der SV Borussia. Im gleichen Jahr gelang der Aufstieg in die zweitklassige Landesliga Hildesheim, wo es nur zum letzten Platz reichte. Ab 1949 spielte die Borussia in der drittklassigen Amateurliga 5. 
Während der Saison 1951/52 bezog der Verein den Sportplatz an der Lucienvörder Allee und gewann am Saisonende die Meisterschaft. In der folgenden Aufstiegsrunde setzte sich die Borussia durch und schaffte den Aufstieg in die Amateuroberliga Niedersachsen-Ost. Dort traf die Mannschaft auf den Lokalrivalen VfV Hildesheim, aus dessen Schatten er nicht mehr herauskommen sollte. In der Saison 1953/54 erreichte die Borussia mit Rang fünf die beste Platzierung. Zwei Jahre später stand die Mannschaft letztmals vor dem VfV.
Im Jahre 1960 mussten die Hildesheimer aus der Amateuroberliga absteigen, nachdem sie in der Abstiegsrelegation gegen die Amateure von Eintracht Braunschweig und Sportfreunde Ricklingen den Kürzeren gezogen hatte. Ein Jahr später wurde die Mannschaft in die Bezirksklasse durchgereicht. Erst 1970 gelang mit dem Aufstieg in die Bezirksliga eine Renaissance. 1981 gelang der Aufstieg in die Bezirksoberliga Hannover, ehe Ende der 1980er Jahre eine sportliche Talfahrt einsetzte. 
Nach zwei Abstiegen in Folge war die Borussia 1995 in der Kreisliga Hildesheim angekommen. Nach dem direkten Wiederaufstieg hielt sich die Mannschaft noch bis ins Jahr 2000 in der Bezirksklasse. Im Jahre 2003 wurde mit dem Abstieg aus der Kreisliga der sportliche Tiefpunkt erreicht. Am 1. Juli 2003 fusionierte die Borussia mit der Fußballabteilung des VfV Hildesheim zum VfV Borussia 06 Hildesheim.

## Persönlichkeiten
- Ewald Bockermann